# SKE48学園
SKE48学園（エスケーイーフォーティーエイトがくえん）は、2009年10月3日から2024年3月1日までアイドル専門チャンネルPigooで放送したバラエティ番組。

## 概要
SKE48にとって初の冠番組となる。メンバーが通う学園という設定で、「授業」や「部活」をテーマにしたさまざまな企画が展開される。放送開始当初のレギュラー出演はチームSメンバーのみであったが、企画によってはチームKII、チームE、研究生も出演する。第25回から第122回までは、メンバー5〜6名での出演となっていたが、第123回から最終回までは、メンバーは3名程度で2か月連続出演。放送時間も60分番組から30分番組へとリニューアルされた。
放送開始時点ではエンタ!371で放送していたが、PigooHD（現・アイドル専門チャンネルPigoo）開局に伴い、2010年6月から同チャンネルでも放送開始。つくばテレビの編成方針の変更に伴い、2012年3月をもってエンタ!371での放送を打ち切り、同年4月からはPigooHDのみの放送となった。
2024年3月1日に最終回となり、約14年半の放送にピリオドを打った。

## 放送日程
50音順で表示、チームが混合している際は放送日時点のチーム（S→KII→E→研究生）ごとに表記する。
| 回  | 放送日 （初回） | 放送内容 | メイン企画参加メンバー （太文字はその回の進行役） | 他出演メンバー                                                                   |
| --- | --------------- | --- | --- | -------------------------------------------------------------------------------- |
| 1   | 2009年 10月3日  | ホームルーム・自己紹介 部活動 新聞部（突撃!新聞部のコーナー） 校内放送・フリートーク（愛知県以外の出身メンバー） | 大矢真那、小野晴香、桑原みずき、新海里奈、高田志織、出口陽、中西優香、平田璃香子、平松可奈子、松井珠理奈、松井玲奈、松下唯、森紗雪、矢神久美、山下もえ                                       |                                                                                  |
| 2   | 11月2日         | ホームルーム・クラス委員決め 新聞部・特技披露（出口陽｢腕相撲クイーン編｣） 新聞部・取材のしかたを教えてもらおう!! 校内放送・フリートーク（チームSの中学生3人組） 演劇部・アドリブ芝居「告白」 | 大矢真那、小野晴香、桑原みずき、新海里奈、高田志織、出口陽、中西優香、平田璃香子、平松可奈子、松井珠理奈、松井玲奈、松下唯、森紗雪、矢神久美、山下もえ                                       | 高柳明音 松本梨奈                                                                |
| 3   | 12月5日         | 円頓寺商店街でお手伝い!第1弾 - はね海老でお手伝い・キクヤ花店でお手伝い - ぷらっと行こう!円頓寺（雑貨屋・お寺） - 名古屋ビューティーアート専門学校体験入学 校内放送・フリートーク（Over20 メンバートーク） | 大矢真那、小野晴香、桑原みずき、新海里奈、高田志織、出口陽、中西優香、平田璃香子、平松可奈子、松井玲奈、松下唯、森紗雪、矢神久美、山下もえ                                                   |                                                                                  |
| 4   | 2010年 1月2日   | 円頓寺商店街でお手伝い!第2弾 - たい焼き屋さんでお手伝い - ぷらっと行こう!円頓寺（だんご屋・おもちゃ屋・お菓子屋） - 名古屋リゾート＆スポーツ専門学校体験入学 （ダンスレッスン・スキューバダイビング） | 大矢真那、小野晴香、桑原みずき、新海里奈、高田志織、出口陽、中西優香、平田璃香子、平松可奈子、松井玲奈、松下唯、森紗雪、矢神久美、山下もえ                                                   |                                                                                  |
| 5   | 2月1日          | 「山の学校」でのバラエティ企画!前編 授業・大喜利 - SKE48学園に新しくできた校則は? - SKE48に入った、驚きの新メンバーは? - SKE48のメンバーにあだ名をつけて下さい - SKE48の公演を見に来たお客さんが一斉に笑い出しました。 ステージ上で何が起きたのでしょう? 部活動・美術部（美術の時間・前編） 部活動・放送部（校内放送） 部活動・演劇部「バレンタインの告白」 | 大矢真那、小野晴香、桑原みずき、新海里奈、高田志織、出口陽、中西優香、平田璃香子、平松可奈子、松井珠理奈、松井玲奈、松下唯、森紗雪                                                           |                                                                                  |
| 6   | 3月1日          | 「山の学校」でのバラエティ企画!後編 授業・手紙まわしミッション 部活動・美術部（美術の時間・後編） 部活動・演劇部「卒業式での告白」 休み時間・好きなことで遊ぼう! | 大矢真那、小野晴香、桑原みずき、新海里奈、高田志織、出口陽、中西優香、平田璃香子、平松可奈子、松井珠理奈、松井玲奈、松下唯、森紗雪                                                           |                                                                                  |
| 7   | 4月3日          | みんなで楽器を演奏しよう!前編 - 授業・楽器を弾いてみよう! - ぶっつけ本番!楽器お披露目会〜前編 部活動・新聞部「突撃!新聞部のコーナー」 学校探検 ミニコーナー・ドッグトレーナー体験 ミニコーナー・校歌をつくろう! 部活動・演劇部「ひとめ惚れしちゃいました!」 | 大矢真那、小野晴香、木下有希子、桑原みずき、新海里奈、須田亜香里、高田志織、出口陽、中西優香、平田璃香子、平松可奈子、松井珠理奈、松井玲奈、森紗雪、矢神久美                                 |                                                                                  |
| 8   | 5月1日          | みんなで楽器を演奏しよう!後編 - ぶっつけ本番!楽器お披露目会〜後編 家庭科の時間・オムレツ対決 音楽の時間・抜き打ちテスト 部活動・演劇部「デートのお誘い」 | 大矢真那、小野晴香、木下有希子、桑原みずき、新海里奈、須田亜香里、高田志織、出口陽、中西優香、平田璃香子、平松可奈子、松井珠理奈、松井玲奈、森紗雪、矢神久美                                 | 内山命 鬼頭桃菜 佐藤聖羅 佐藤実絵子                                              |
| 9   | 6月1日          | ライブ演奏会に向けて本格始動 - ミーティング・演奏曲、リーダー、バンド名を決めよう! - 音楽の授業・楽器を練習しよう! 部活動・新聞部「突撃!新聞部のコーナー」 部活動・演劇部「アドリブ告白寸劇」 音楽の時間・エア楽器選手権 研究生からも助っ人登場!楽器お披露目会 | 大矢真那、小野晴香、木下有希子、桑原みずき、須田亜香里、高田志織、出口陽、中西優香、平田璃香子、平松可奈子、松井珠理奈、松井玲奈、矢神久美、磯原杏華、加藤るみ、秦佐和子、松村香織、間野春香 | 佐藤聖羅 佐藤実絵子 高柳明音 古川愛李                                            |
| 10  | 7月4日          | 強化合宿!バンド練習 - 強化合宿（集中練習・魚釣り・バーベキュー・みんなで練習!!） 部活動・演劇部「アドリブ告白寸劇」 部活動・新聞部「突撃!新聞部のコーナー」 | 大矢真那、小野晴香、桑原みずき、須田亜香里、高田志織、出口陽、平田璃香子、平松可奈子 | 木下有希子 松井玲奈 矢神久美                                                     |
| EX  | 7月24日         | スカパー!×PigooHD SPECIAL SKE48学園♥祭 バンドしちゃおうLIVE!! | スカパー!×PigooHD SPECIAL SKE48学園♥祭 バンドしちゃおうLIVE!! | スカパー!×PigooHD SPECIAL SKE48学園♥祭 バンドしちゃおうLIVE!!                    |
| 11  | 8月1日          | 総集編 | 総集編 | 総集編                                                                           |
| 12  | 9月2日          | 夏休みの宿題 発表会 部活動・新聞部「突撃!新聞部のコーナー」 部活動・演劇部「アドリブ芝居 応援メッセージ」 授業・理科の時間「空気砲作りにチャレンジ」 | 大矢真那、小野晴香、加藤るみ、木﨑ゆりあ、木下有希子、須田亜香里、高田志織、平田璃香子、平松可奈子、松井玲奈、矢神久美                                                                       |                                                                                  |
| 13  | 10月3日         | 授業・業界用語テスト 部活動・新聞部「突撃!新聞部のコーナー」 部活動・演劇部「アドリブ芝居 応援メッセージ」 授業・図工の時間 放課後・飼育委員の活動 SKE48学園 DVD-BOXⅡ 発売記念イベント 休み時間・体育館で遊ぼう! | 大矢真那、小野晴香、加藤るみ、木﨑ゆりあ、木下有希子、須田亜香里、高田志織、平田璃香子、平松可奈子、松井玲奈、矢神久美                                                                       | 桑原みずき 松井珠理奈                                                            |
| 14  | 11月2日         | 南知多・羽豆岬で課外授業 - 課外授業（羽豆神社・花ひろば・釣り） 校内放送・羽豆岬の思い出 部活動・演劇部「アドリブ芝居 羽豆岬で告白」 | 大矢真那、小野晴香、加藤るみ、木﨑ゆりあ、木下有希子、須田亜香里、高田志織、出口陽、中西優香、平田璃香子、松井珠理奈、松井玲奈、矢神久美                                                     |                                                                                  |
| 15  | 12月2日         | 南知多・羽豆岬で課外授業 後編 - 課外授業（釣り 後編） - 課外活動（みかん狩り・南知多グリーンバレイ） 部活動・演劇部「アドリブ芝居 羽豆岬で告白」 校内放送・羽豆岬の思い出 | 大矢真那、小野晴香、加藤るみ、木﨑ゆりあ、木下有希子、須田亜香里、高田志織、出口陽、中西優香、平田璃香子、松井珠理奈、松井玲奈、矢神久美                                                     |                                                                                  |
| 16  | 2011年 1月2日   | SKE48学園 新春ドッキリ企画 - ドッキリその1・おかしな判定の羽子板対決 - ミニドッキリ・写真撮影中にドッキリ! - ドッキリその2・羽子板対決 罰ゲーム - ドッキリその3・豪華料理がマズイ!! - ドッキリその4・怒りのシェフ乱入! | 大矢真那、小野晴香、木﨑ゆりあ、木下有希子、桑原みずき、須田亜香里、高田志織、出口陽、中西優香、平田璃香子                                                                                   |                                                                                  |
| 17  | 2月1日          | チョコを使ったケーキ作りに挑戦! - ケーキの完成図を描いてみよう! - 食材争奪ゲーム（吹き矢、ルービックキューブ、けん玉） | 木﨑ゆりあ、木下有希子、高田志織、出口陽、平松可奈子、矢神久美 |                                                                                  |
| 18  | 3月1日          | 安土桃山時代にタイムスリップ!? - 寺子屋・歴史クイズ - SKE48学園 名奉行 - 戦国腕だめし館で弓矢対決! - 手裏剣対決 - 忍者教練屋敷 演劇部・SKE48学園的時代劇 | 大矢真那、小野晴香、加藤るみ、木﨑ゆりあ、木下有希子、桑原みずき、須田亜香里、高田志織、出口陽、中西優香、平田璃香子、平松可奈子                                                             |                                                                                  |
| 19  | 4月2日          | チームKII 自己紹介企画! - ホームルーム・自己紹介 円頓寺コレクション2011・春 ぶっつけ本番!私の30秒 | 赤枝里々奈、阿比留李帆、石田安奈、小木曽汐莉、加藤智子、後藤理沙子、佐藤聖羅、佐藤実絵子、高柳明音、秦佐和子、古川愛李、松本梨奈、向田茉夏、矢方美紀、山田澪花、若林倫香                     | （OP）加藤る、中西 松井珠、松井玲 （円頓寺）加藤る、木﨑、木下、須田、平田、平松 |
| 20  | 5月3日          | チームKII 大暴露大会 - ホームルーム・大暴露大会 特技検証のコーナー ぶっつけ本番!私の30秒 SKE恋愛劇場「愛の告白」 | 赤枝里々奈、阿比留李帆、石田安奈、小木曽汐莉、加藤智子、後藤理沙子、佐藤聖羅、佐藤実絵子、高柳明音、秦佐和子、古川愛李、松本梨奈、向田茉夏、矢方美紀、山田澪花、若林倫香                     |                                                                                  |
| 21  | 6月2日          | チームKII 体育の時間 前編 - スペシャルフリースロー対決 - お題つき椅子取りゲーム SKE48的わらしべ長者 英会話DE早押しクイズ | 赤枝里々奈、阿比留李帆、石田安奈、小木曽汐莉、加藤智子、後藤理沙子、佐藤聖羅、佐藤実絵子、高柳明音、秦佐和子、古川愛李、松本梨奈、向田茉夏、矢方美紀、山田澪花、若林倫香                     | （OP）チームS（松下除く） （わらしべ）大矢、小野、桑原、高田                     |
| 22  | 7月2日          | チームKII 体育の時間 後編 - お題つき椅子取りゲーム 後編 - ラグビークイズ SKE48的わらしべ長者 後編 外国人にモテたい!選手権 | 赤枝里々奈、阿比留李帆、石田安奈、小木曽汐莉、加藤智子、後藤理沙子、佐藤聖羅、佐藤実絵子、高柳明音、秦佐和子、古川愛李、松本梨奈、向田茉夏、矢方美紀、山田澪花、若林倫香                     | （わらしべ）大矢、小野、桑原、高田                                               |
| 23  | 8月2日          | チームKII 課外授業 オリエンテーリング - 愛知牧場でオリエンテーリング対決 | 赤枝里々奈、阿比留李帆、石田安奈、小木曽汐莉、加藤智子、後藤理沙子、佐藤聖羅、佐藤実絵子、高柳明音、秦佐和子、古川愛李、松本梨奈、向田茉夏、矢方美紀、山田澪花、若林倫香                     |                                                                                  |
| 24  | 9月1日          | チームKII 課外授業パート2 - 食材争奪バーベキュー!! 「パレオはエメラルド＜通常盤＞」東京会場握手会イベント報告 | 赤枝里々奈、阿比留李帆、石田安奈、小木曽汐莉、加藤智子、後藤理沙子、佐藤聖羅、佐藤実絵子、高柳明音、秦佐和子、古川愛李、松本梨奈、向田茉夏、矢方美紀、山田澪花、若林倫香                     | （握手会）須田、出口 平田、松井珠、松井玲、矢神                                  |
| 25  | 10月1日         | 特別授業「芸術の秋」 - SKE48的 スライドショー - 即興劇に挑戦! | 小野晴香、木﨑ゆりあ、木下有希子、平松可奈子、矢神久美 |                                                                                  |
| 26  | 11月1日         | ペットショップのお仕事体験 - ネコ、犬、鳥類、爬虫類のお世話 - ペットサロン、動物病院のお仕事 | 加藤るみ、出口陽、高柳明音、古川愛李、向田茉夏、矢方美紀 |                                                                                  |
| 27  | 12月1日         | SKE48的クリスマスパーティー! - SKE48的 クリスマス劇場 - パーティーの準備をしよう! - クリスマス盛り上げたい選手権 | 小木曽汐莉、木﨑ゆりあ、須田亜香里、秦佐和子、松本梨奈 |                                                                                  |
| 28  | 2012年 1月3日   | 和の心を学ぼう! - 神社にお参りに行こう - SKE48学園 華道部 - SKE48学園 かるた部 | 大矢真那、須田亜香里、矢神久美、金子栞、木本花音 |                                                                                  |
| 29  | 2月2日          | ボクシングにチャレンジ! - 薬師寺保栄指導の下、トレーニング&スパーリングに挑戦 SKE48学園 演劇部「バレンタインデーの告白」 | 赤枝里々奈、石田安奈、後藤理沙子、佐藤聖羅、古川愛李 |                                                                                  |
| 30  | 3月1日          | フットサルにチャレンジ! - 名古屋オーシャンズとの練習&対決 SKE48的 卒業式「メンバーの苦手克服にチャレンジ!」 | 加藤るみ、桑原みずき、出口陽、平田璃香子、平松可奈子 |                                                                                  |
| 31  | 4月3日          | お菓子の城で遊ぼう! - 誰のクッキーが一番カワイく作れるか対決 - 誰が一番素敵なお姫様になれるか対決 | 上野圭澄、梅本まどか、小林亜実、柴田阿弥、山下ゆかり |                                                                                  |
| 32  | 5月1日          | 犬好き王決定戦 - わんわん対決（クイズ・フリスビー対決・障害物競走・芸対決） - ワンチャンス対決 | 赤枝里々奈、石田安奈、後藤理沙子、佐藤聖羅、矢方美紀 |                                                                                  |
| 33  | 6月3日          | SKE48学園 鉄道部 - リニア・鉄道館を見学! - 鉄道クイズ - 鉄道写真コンテスト - 佐藤聖と中西がシミュレータを体験! ハイテンション王 決定戦 | 木下有希子、出口陽、中西優香、佐藤聖羅、佐藤実絵子 |                                                                                  |
| 34  | 7月3日          | SKE48学園 期末テスト 雨乞い王 選手権 SKE48学園 お悩み相談部 SKE48学園 お手紙部 | 後藤理沙子、佐藤聖羅、中西優香、向田茉夏、山田澪花 |                                                                                  |
| 35  | 8月5日          | 海の生き物について学ぼう! - イルカ・アシカショーを見学 - イルカとふれあい体験! ホラー演技王 選手権 | 阿比留李帆、石田安奈、小林亜実、矢方美紀、山下ゆかり |                                                                                  |
| 36  | 9月4日          | SKE48学園 科学部 - 放電ラボを見学! - マイナス30度の世界を体験（極寒ラボ） - プラネタリウムを見学! SKE48学園的 空想絵日記部 かき氷王選手権 スイカ割り王決定戦 | 梅本まどか、小林亜実、柴田阿弥、竹内舞、山下ゆかり |                                                                                  |
| 37  | 10月9日         | ハロウィンの仮装と料理に挑戦! - 100円ショップで作ろう!SKE48学園 仮装部 - ハロウィンコスプレ対決 - SKE48学園 お料理部「パンプキンパイを作ろう!」 | 鬼頭桃菜、桑原みずき、高田志織、出口陽、中西優香 |                                                                                  |
| 38  | 11月1日         | 芸術の秋企画!秋にしたいこと! - 想像お絵かき対決 - グルメレポート王選手権 - SKE48学園 太極拳部 | 菅なな子、須田亜香里、中西優香、秦佐和子、矢方美紀、古畑奈和 |                                                                                  |
| 39  | 12月1日         | クリスマス企画 「クリスマスカードを作ろう!」 - クリスマス直前!心理テストコーナー - サンタクロース王選手権 - クリスマスカードを作ろう! | 加藤るみ、鬼頭桃菜、阿比留李帆、金子栞、原望奈美 |                                                                                  |
| 40  | 2013年 1月1日   | 女子力調査・女子力アップ企画! - SKE48学園 女子力チェック - SKE48学園 着付け・お作法を学ぼう! | 鬼頭桃菜、菅なな子、内山命、斉藤真木子、古畑奈和 |                                                                                  |
| 41  | 2月2日          | バレンタインデート対決! - バレンタイン デート対決 - 佐藤実絵子のミニコーナー「花と私」 | 後藤理沙子、佐藤実絵子、内山命、金子栞、竹内舞 |                                                                                  |
| 42  | 3月2日          | 家庭科の授業 - 幼稚園の先生体験 - 料理対決（お弁当対決） | 木﨑ゆりあ、須田亜香里、磯原杏華、 斉藤真木子、柴田阿弥 |                                                                                  |
| 43  | 4月1日          | チアリーディングに挑戦! - チアリーディングに挑戦! - 新生活お悩み相談コーナー | 大矢真那、菅なな子、阿比留李帆、 矢方美紀、山田澪花 |                                                                                  |
| 44  | 5月1日          | 第1回 子ども選手権 - 人気駄菓子ベスト5 当て対決 - アスレチック対決 - オリジナル絵本作り対決 | 大矢真那、出口陽、木本花音、 酒井萌衣、柴田阿弥 |                                                                                  |
| 45  | 6月2日          | 花嫁修業 - 一般常識クイズ - 彼ママにウケるお菓子を作ろう! - 花嫁さんマナーを学ぼう! | 木下有希子、加藤智子、山田澪花、斉藤真木子、都築里佳 |                                                                                  |
| 46  | 7月2日          | 相撲体験 - 相撲にチャレンジ! - ちゃんこDEクイズ - ちゃんこを食べよう! - メンバーで相撲対決! | 出口陽、中西優香、須田亜香里、 東李苑、菅なな子 |                                                                                  |
| 47  | 8月2日          | ハワイ1日体験 - フラダンスに挑戦! - 新メンバーとガールズトーク | 江籠裕奈、出口陽、東李苑、 市野成美、水埜帆乃香 |                                                                                  |
| 48  | 9月1日          | 放送48回記念 2時間スペシャル - 食材ドラフトバーベキュー（歴史・音楽・美術・演技・体育） - SKE48学園 個人賞発表 - バーベキューを食べよう!（特技披露・メンバーについて） | 内山命、高木由麻奈、二村春香、 市野成美、宮前杏実 | （個人賞）磯原、大矢 後藤理、佐藤聖、出口 佐藤実、古川、木本、菅                 |
| 49  | 10月1日         | 秋にちなんだ様々な対決を行い秋の味覚をゲットします! - ベビーゴルフ対決 - 「フリスビーでボウリング」対決 - 「ぐるぐるバット」対決 - 「風船膨らましてパーン」対決 - 「タイマン綱引き」対決 - SKE48学園 写生会 | 磯原杏華、江籠裕奈、内山命、 松本梨奈、山下ゆかり |                                                                                  |
| 50  | 11月1日         | チームS 5人の「絆」「団結力」を目一杯アピールしよう! - 巨大アートに挑戦! - 絵心格付け選手権!! | 阿比留李帆、後藤理沙子、斉藤真木子、都築里佳、出口陽 |                                                                                  |
| 51  | 12月1日         | 毎年恒例クリスマスパーティーを開催! - パーティーの飾り付けをしよう! - パーティーをはじめよう! - プレゼントリアクション選手権! - 恋愛に挑んでみよう! - 妄想シチュエーションを撮ってプレゼント! | 矢方美紀、加藤智子、竹内舞、岩永亞美、酒井萌衣 |                                                                                  |
| 52  | 2014年 1月5日   | 皆で太鼓に挑戦しよう! - 太鼓の基本を学ぼう! - SKE48学園オリジナルカルタ略してS学カルタ作りに挑戦! - 「賛成カワイイ!」を太鼓で叩こう! | 内山命、小林亜実、松本梨奈、山田みずほ、水埜帆乃香 |                                                                                  |
| 53  | 2月2日          | 愛情たっぷり バレンタイン企画 - 肉じゃがで料理対決!! - S学 恋愛告白対決!! | 江籠裕奈、佐藤聖羅、東李苑、梅本まどか、宮前杏実 |                                                                                  |
| 54  | 3月2日          | S学オリジナル ひな祭り - オリジナルひな人形作り - オリジナルちらし寿司作り!! - S学 女子会!! | 加藤るみ、二村春香、木下有希子、熊崎晴香、日高優月 |                                                                                  |
| 55  | 4月5日          | ユリオカ超特Qを講師に迎えてMCトーク力を鍛えよう!! - トーク力を鍛えよう! - ユリQのトークアドバイス - 他己紹介を上手くできるか!? - S学オリジナルコントを作ろう! - S学オリジナルコント「転校生」 | 斉藤真木子、内山命、柴田阿弥、高木由麻奈、竹内舞、山下ゆかり、東李苑、野口由芽 | ゲスト：ユリオカ超特Q                                                            |
| 56  | 5月3日          | お寿司や天ぷらやスイーツの食品サンプル作りに挑戦!! - 食品サンプル作りに挑戦!!（炒飯・イクラ軍艦巻き・パフェ） - 60年前の技法で「天ぷら」 - 美味しいスイーツを食べよう!（時限風船爆弾ゲーム） - 喫茶マウンテンを満喫しよう! | 石田安奈、江籠裕奈、北野瑠華、磯原杏華 |                                                                                  |
| 57  | 6月2日          | S学 オリジナルゲームに挑戦!! - ムキムキアームレスリング リアクションバトル - S学オリジナルカルタ 改 - S学ムチャぶりトーナメント!! - ジェット風船 PKトーナメント!! | 後藤理沙子、佐藤実絵子、矢方美紀、大場美奈、惣田紗莉渚 |                                                                                  |
| 58  | 7月6日          | 「SKE48コント部」が遂に始動!? - SKE48プロフィール 本当にあっているのかを検証!! - 新しくプロフィールを追加しよう!! - S学真剣?10代20代 くっちゃべり場! | 竹内舞、中西優香、二村春香、宮前杏実、谷真理佳 | 顧問：ユリオカ超特Q                                                              |
| 59  | 8月4日          | 暑さを忘れちゃおう! S学真夏の恐怖特集 - 「恐怖」の雰囲気を演出しよう! - 怖い話を聞こう・メンバーの怖い話（小石・日高・後藤） - 「妖怪」の話をしよう! - 自分がイメージする「妖怪」を描こう! - 実際に妖怪を見てみよう! - ラストはお化け屋敷で締めくくり! | 後藤理沙子、日高優月、山田みずほ、小石公美子、酒井萌衣 | ゲスト：森澤透馬、島田尚幸                                                       |
| 60  | 9月1日          | 「殺陣」（たて）に挑戦! - S学 風船チャンバラトーナメント! - 殺陣披露! | 高柳明音、古川愛李、水埜帆乃香、市野成美、岩永亞美 |                                                                                  |
| 61  | 10月4日         | 葡萄狩り+秋の味覚をおいしく味わおう! - 葡萄狩りに挑戦! - S学的お悩み相談 in 釣り堀 - 卓球勝負で葡萄を食べよう! - 色々な秋をBBQで美味しく味わおう! - バーベキューできるかな?S学運動会 | 阿比留李帆、荒井優希、熊崎晴香、斉藤真木子、福士奈央 |                                                                                  |
| 62  | 11月2日         | 5周年記念 2時間スペシャル - SKE48コント部始動! - S学クイズバトル!! - いよいよコント披露!「グループ面接」 | 大場美奈、高木由麻奈、古川愛李、山下ゆかり、小石公美子、斉藤真木子、柴田阿弥、谷真理佳 | 顧問：ユリオカ超特Q                                                              |
| 63  | 12月1日         | オリジナルクリスマスキャンドル作りに挑戦! 毎年恒例クリスマスパーティーを開催! - クリスマスキャンドルを作ろう! - S学オリジナルクリスマスパーティー!! - 恐怖のロシアンマカロンルーレット! - S学流プレゼント交換会! | 犬塚あさな、都築里佳、北野瑠華、神門沙樹、梅本まどか |                                                                                  |
| 64  | 2015年 1月3日   | ゆったりまったりお正月企画でお届け! - 新 S学カルタ大会 - 2015年の目標を書き初めで! - S学的お悩み相談 in コタツ - おせち料理に挑戦! | 竹内舞、松本慈子、矢方美紀、酒井萌衣、髙寺沙菜 |                                                                                  |
| 65  | 2月2日          | アナタのハートを射ぬいちゃうぞ!スポーツ吹矢にチャレンジ! - スポーツ吹矢に挑戦!! S学 スポーツ吹矢対決 - S学 お悩み相談室 - バレンタイン思い出トーーク - バレンタインメッセージカードを作ろう! - バレンタイン企画 カメラに向かって愛の告白! | 東李苑、江籠裕奈、磯原杏華、市野成美、小林亜実 |                                                                                  |
| 66  | 3月2日          | 少し変わったエクササイズで健康になろう! - 皿まわしエクササイズに挑戦! - 丹田たたきに挑戦! - つま先たたきに挑戦! - バレエエクササイズに挑戦! | 内山命、北野瑠華、惣田紗莉渚、髙塚夏生、古川愛李 |                                                                                  |
| 67  | 4月4日          | S学お花見パーティー - S学オリジナルお花見パーティーボックスを作ろう! - 笑ってホットになろう! - S学的お悩み相談 in お花見 - 綺麗な桜とのコラボ自撮りをしよう!! - 天然記念物にも指定されている有名なしだれ桜を見に行こう! | 青木詩織、石田安奈、高木由麻奈、鎌田菜月、福士奈央 |                                                                                  |
| 68  | 5月1日          | S学オリジナル鯉のぼりを作ろう! - 鯉のぼりを作ろう! - S学的お悩み相談 | 宮前杏実、竹内彩姫、古畑奈和、井田玲音名、柴田阿弥 |                                                                                  |
| 69  | 6月5日          | SKE48コント部 新しいコントに挑戦!! - S学 討論会! - コント部 Bar Z | 内山命、大場美奈、高木由麻奈、山下ゆかり、小石公美子、斉藤真木子、柴田阿弥、谷真理佳 | 顧問：ユリオカ超特Q                                                              |
| 70  | 7月3日          | S学 七夕スペシャル! - 七夕用の笹（or竹）を切りに行こう - 七夕用の竹に飾り付けをしていこう - 七夕にちなんだゲームをしよう! - 流しそうめんをやろう! | 江籠裕奈、神門沙樹、高木由麻奈、日高優月、山下ゆかり |                                                                                  |
| 71  | 8月1日          | 納涼企画で涼もう! - S学ならではかき氷を作ろう! - 今年も暑さを忘れちゃおう! S学真夏の恐怖特集 | 後藤理沙子、竹内舞、矢方美紀、髙塚夏生、古畑奈和 |                                                                                  |
| 72  | 9月4日          | 陶芸、吹きガラスにチャレンジ! - 吹きガラスを体験しよう! - カフェトークで色々な話題で大はしゃぎ!? - 陶芸（常滑焼）を体験しよう! | 北野瑠華、井田玲音名、熊崎晴香、酒井萌衣、辻のぞみ |                                                                                  |
| 73  | 10月2日         | 『護身術』体験! - 護身術を学ぶ - S学大喜利選手権! | 大矢真那、江籠裕奈、竹内彩姫、市野成美、鎌田菜月 |                                                                                  |
| 74  | 11月1日         | 『食欲の秋』をフィーチャー - 焚き火を使ったワイルドなピザ焼きに挑戦! - ピザが焼けるまでゲームをしよう! | 北川綾巴、都築里佳、松本慈子、宮前杏実、白井琴望 |                                                                                  |
| 75  | 12月4日         | クリスマスパーティー料理を作ろう! - ローストビーフ作りに挑戦! - クリスマスツリーの飾り付けをしよう! - ブッシュドノエル作りに挑戦! - ゲーム「幸せなカップルを演じよう!」 - S学オリジナルクリスマスパーティー!! | 荒井優希、石田安奈、内山命、磯原杏華、髙寺沙菜 |                                                                                  |
| 76  | 2016年 1月1日   | いつ『かくし芸』のオファーがあってもいいように何か『芸』を身につける! - 『大道芸』を身につけよう! - S学すごろくを作ろう! - 大道芸披露 | 野口由芽、二村春香、山田樹奈、青木詩織、山下ゆかり |                                                                                  |
| 77  | 2月5日          | バレンタイン企画 5人の女子力（モテ力）を格付けしていく! - チョコ作り!!誰が一番うまくできるかな対決 - 女子力高いのは誰だ!?女子力行動チェックテスト! - ワンパクさんのハートを射止めるのは誰だ!?初めてのお見合い! - 女子力高いのは誰だ!?愛の告白対決! | 東李苑、野口由芽、松本慈子、市野成美、木本花音 |                                                                                  |
| 78  | 3月4日          | 6期生5名この中で一番勉強が出来るのは誰だ? S学 学力テスト!! - 勉強の息抜きに『美術』の時間 - S学すごろくで遊ぼう! | 山田樹奈、青木詩織、北野瑠華、竹内彩姫、鎌田菜月 |                                                                                  |
| 79  | 4月1日          | 皆の未来が分かる!?『占い』 - 番組オリジナルの『占い』!? - プロの『占い師』に占って貰おう! | 後藤理沙子、野島樺乃、小畑優奈、北野瑠華、片岡成美 |                                                                                  |
| 80  | 5月1日          | 「スポーツチャンバラ」に挑戦! - スポーツチャンバラに挑戦! - S学的お悩み相談in道場 | 竹内舞、内山命、白井琴望、髙塚夏生、町音葉 |                                                                                  |
| 81  | 6月1日          | ウェディングドレス争奪! S学 花嫁対決!! - お嫁においで!アピール対決 - 美味しく食べてね!アーン対決 - 結婚式大喜利対決「こんな結婚式はイヤだ!」 - 5秒頑張れ!誓いのキス顔対決 | 杉山愛佳、矢方美紀、荒井優希、日高優月、太田彩夏 |                                                                                  |
| 82  | 7月1日          | 『4WD』のオフロード体験で『絶叫』 - 脱出体験「てんとうくん」 - 4WDに乗って絶叫しよう! - BBQ食材争奪バトルで盛り上がろう! | 木本花音、酒井萌衣、菅原茉椰、谷真理佳、福士奈央 |                                                                                  |
| 83  | 8月5日          | 涼し気なクールな企画!? - 色々混ぜてクールなオリカクを作ろう! - キンキンしてね!かき氷美味しく食べよう選手権 - 今年もお化け屋敷で締めくくり! | 野口由芽、野島樺乃、小畑優奈、竹内彩姫、松村香織 | ゲスト：森澤透馬                                                                 |
| 84  | 9月2日          | 室内で気持ちいい汗をかこう! - 「ボルダリング」にチャレンジ! - しったかで乗り切れ!カタカナ用語の基礎知識 - 美味しいつめた～いモノを食べよう! | 山田樹奈、石田安奈、青木詩織、髙寺沙菜、末永桜花 |                                                                                  |
| 85  | 10月1日         | ハロウィンパーティーをしよう! - ハロウィン風船チャンバラ - ハロウィン皿うつしゲーム - おいしく食べよう!ゾンビ喰い対決 - ハロウィンパーティーをしよう - ゾンビ寸劇に挑戦 | 大矢真那、後藤理沙子、北川綾巴、松本慈子、上村亜柚香 | ゲスト：森澤透馬                                                                 |
| 86  | 11月4日         | 人形劇にチャレンジ! - 人形劇にチャレンジ! - S学的お悩み相談 - S学オリジナル人形劇「ピノキオの家庭訪問」 | 杉山愛佳、矢方美紀、荒井優希、高木由麻奈、川崎成美 |                                                                                  |
| 87  | 12月2日         | 2016年を総括 S学忘年会を開こう! - 忘年会料理を自分たちで作ろう! - 自分たちでつくった料理を食べよう! - 自分に起こった出来事ランキング - 2017年の目標 | 北野瑠華、白井琴望、市野成美、鎌田菜月、酒井萌衣 |                                                                                  |
| 88  | 2017年 1月1日   | 今年の干支を食い尽くせ!S学お正月バトル!! - お正月常識クイズバトル - 今年の目標を書き初めで書こう!バトル - S学すごろく 改良版 - 豪華鳥料理を食べよう! | 一色嶺奈、野口由芽、青木詩織、内山命、井田玲音名 |                                                                                  |
| 89  | 2月3日          | バレンタインデーにちなんだ企画 - 菅原のハートを射止めろ!ラブレター告白対決! - 菅原の心理を掴め!女子力行動チェック対決 - 菅原のハートをメロメロにさせろ!バーでのナンパ対決! - 菅原との楽しいチョコパ! | 浅井裕華、木本花音、斉藤真木子、菅原茉椰、髙畑結希 |                                                                                  |
| 90  | 3月3日          | 陶のまち 瀬戸でお雛めぐりを楽しんじゃおうツアー - 陶のまち 瀬戸でお雛めぐりを楽しんじゃおうツアー - 雛祭りにちなんだ料理を作ってパーティーをしよう! | 都築里佳、二村春香、石田安奈、太田彩夏、和田愛菜 |                                                                                  |
| 91  | 4月1日          | ウソにちなんだ企画 - 息をするようにウソをつけ!ウソつき少女決定戦 - ガンガン喋れ!NGワードインディアンポーカー - 全部イイエで答えろ!ウソ発見器でビリビリしようゲーム - エイプリルフールに「ウソ」を食べよう! | 竹内舞、松本慈子、髙塚夏生、井田玲音名、相川暖花 |                                                                                  |
| 92  | 5月5日          | トーク力アップ・大人の嗜みを身につける! - ユリQ先生の愛の個人面談 - いきなりエチュードに挑戦! - 真剣!S学討論会 - 滑舌チェック!早口チャレンジ!! | 青木詩織、太田彩夏、小畑優奈、白井琴望、福士奈央 | 顧問：ユリオカ超特Q                                                              |
| 93  | 6月2日          | 第1回夏女グランプリ決定戦! - 川べりデートでメロメロにさせろ!ヴァーチャルデート選手権!! - 大きな声で答えろ!クイズ大声選手権!! - 元気な鮎をつかまえろ!鮎つかみ選手権!! | 野島樺乃、町音葉、荒井優希、竹内彩姫、井上瑠夏 |                                                                                  |
| 94  | 7月1日          | 雨の日でもハイテンションで楽しめちゃうゲームで盛り上がる!! - ババ残しで盛り上がろう!! - 早どり神経すいじゃく - S学俳句大会 - 第2回S学大喜利選手権 - 「喫茶マウンテン」で豪華な食事をしよう! | 山田樹奈、松村香織、水野愛理、末永桜花、北川愛乃 |                                                                                  |
| 95  | 8月4日          | 夏休みSpecial 二ヶ月連続ロケ企画 日間賀島で2チームに分かれて対決（前編） - 島のタコと一緒に撮りまくレース!（前編） - S学 真夏の怖い話 - ドルフィンビーチで遊ぼう! | 一色嶺奈、北川綾巴、松本慈子、白井琴望、北野瑠華、日高優月 |                                                                                  |
| 96  | 9月1日          | 夏休みSpecial 二ヶ月連続ロケ企画（後編） - 島のタコと一緒に撮りまくレース!（後編） - たこのつかみ取りにチャレンジ!! - たこ撮りまくレース お気に入りのチェキを発表 - 新鮮な海の幸でBBQをしよう! | 一色嶺奈、北川綾巴、松本慈子、白井琴望、北野瑠華、日高優月 |                                                                                  |
| 97  | 10月1日         | 大高緑地のキャンプ場で少し変わった料理を作ろう! - 少し大人の味!?「燻製（くんせい）」を作ろう! - S学的お悩み相談 - ストラックアウトDEやきそバトル!! - 燻製を食べよう!! | 江籠裕奈、浅井裕華、市野成美、佐藤すみれ、矢作有紀奈 |                                                                                  |
| 98  | 11月3日         | 農作業（のうさくぎょう!?）にチャレンジしよう!! - 「れんこん掘り」にチャレンジ!! - S学お悩み相談 - れんこん掘り長さバトル!! - 愉快な答えを出してね!!れんこんクイズ大喜利選手権 - 採れたてのれんこんを美味しく食べよう!! | 犬塚あさな、上村亜柚香、鎌田菜月、末永桜花、髙畑結希 |                                                                                  |
| 99  | 12月1日         | S学クリスマスパーティーで盛り上がろう!! - オリジナルクリスマスケーキを自分たちで作ろう!! - 野球選手になりきれ!! バッティング対決!! - 電気ビリビリ 早押しトーナメント!! - 生麦生米生卵! 早口言葉で滑舌バトル!! - クリスマス豪華料理を食べよう!! - 2017年を振り返ってみよう! | 井上瑠夏、野村実代、太田彩夏、日高優月、水野愛理 |                                                                                  |
| 100 | 2018年 1月5日   | SKE48学園100回記念2時間放送!ついでに101回目も撮っちゃうよ!計3時間スペシャル放送! - 豪華商品目白押し!? S学3チーム対抗バトル - お食事券1万円争奪!プチシュー48/100バトル!! | 内山命、江籠裕奈、日高優月、市野成美、斉藤真木子、髙寺沙菜、福士奈央 | MC：ユリオカ超特Q VTR出演：石田安奈 （プチシュー）                               |
| 101 | 2月2日          | SKE48学園放送100回記念スペシャル後半戦! - S学3チーム対抗バトル - SKE48学園スタッフ内総選挙 | 内山命、江籠裕奈、日高優月、市野成美、斉藤真木子、髙寺沙菜、福士奈央 | MC：ユリオカ超特Q                                                                |
| 102 | 3月2日          | 手巻き寿司で「すしパ」を開こう!! - 8期生同期4人で寿司ネタ争奪バトル! - 矢作寿司開店!よこにゃんにお寿司を握ろう! - 名古屋寿司カレッジで本格握り寿司体験!! | 井上瑠夏、北川愛乃、北川綾巴、野村実代、矢作有紀奈 |                                                                                  |
| 103 | 4月1日          | エイプリルフールで卒業が1日延びた!?市野成美卒業記念スペシャル - なるちゃんの「喜怒哀楽」を遊園地で最大限に引き出そう! - ワンパクさんが市野さんに会いにやって来た! | 荒井優希、相川暖花、市野成美、菅原茉椰、福士奈央 | ゲスト：森澤透馬                                                                 |
| 104 | 5月4日          | 南知多グリーンバレイで遊ぼう! - フィールドアスレチックにチャレンジ! - るか先輩にお肉を焼いて貰おう! - るか先輩が焼いたお肉を食べよう! - スカイコースターに乗ろう! - バンジージャンプにチャレンジ! | 杉山愛佳、松本慈子、北野瑠華、末永桜花、菅原茉椰 |                                                                                  |
| 105 | 6月1日          | 2vs2のチーム戦!第1回S学料理対決!! - 第1回戦「ハンバーグ」8期生ののvs7D2はたごん - 第2回戦「パスタ」8期生いずりんvs7D2あーちゃん - 第3回戦「創作料理」8期生組vs7D2組 | 上村亜柚香、仲村和泉、北野瑠華、髙畑結希、野々垣美希 |                                                                                  |
| 106 | 7月6日          | チームEの絆を再確認 更に深めよう!! - 第1種目「全員の答えを合わせろ!絆ジェスチャー」 - 第2種目「全員の答えを合わせろ!絆エスパー」 - 絆企画「何でも解決!?ドクターどんちゃん診察所」 - ラスト種目「全員で●●目指せ!絆で団結スポーツ!」 | 相川暖花、井田玲音名、白雪希明、福士奈央 |                                                                                  |
| 107 | 8月3日          | 暑さを忘れちゃおう!恒例の…S学 真夏の恐怖特集 - 怖い話をしよう! - 『怖い話』の話し方をプロに教えてもらおう! - 各メンバーの怖い話 - あやめろの除霊をしよう! - 怖いもので盛り上がろう!怖いモノボケチャレンジ!! | 上村亜柚香、松本慈子、青木詩織、荒井優希、太田彩夏 | ゲスト：森澤透馬                                                                 |
| 108 | 9月1日          | アイス尽くしの58分! - ご当地アイスクイズ選手権 - 天国?地獄?アイスラボ! - オリジナルアイスを作ろう! | 井上瑠夏、北川綾巴、山田樹奈、竹内彩姫、古畑奈和 |                                                                                  |
| 109 | 10月5日         | 『7D2』『8期』『ドラ3』フレッシュ世代の『トーク力』と『自己表現力』アップを図る! - トーク&自己表現力アップ企画①「プレゼン自分」 - トーク&自己表現力アップ企画②-①「顔面力を鍛える!」 - 顔面力を鍛える!企画②「ゴムパッチンリアクション芸」 - 顔面力を鍛える!企画③「パンスト相撲!!」 - トーク&自己表現力アップ企画③「滑舌なめらかチャレンジ!」 | 石黒友月、太田彩夏、白井琴望、白雪希明、平田詩奈 | 顧問：ユリオカ超特Q                                                              |
| 110 | 11月2日         | アートな58分間! - 知ってて当然!?名画の名前をきっちり答えて選手権 - うろ覚えで書けるかな?お絵描き選手権 - プロの先生に似顔絵の描き方を教わろう! | 野村実代、青木詩織、荒井優希、高木由麻奈、倉島杏実 |                                                                                  |
| 111 | 12月1日         | S学メリクリ忘年会 - 2018年のSKE48を振り返りながら、番組も振り返る - きんちゃくの中身は何だろうな?中身当てバトル!! - 4/5はおいしい食べ物!プレゼント交換会! - 除霊が必要!?ビリビリバトル - かおたんをスカウトしたい! - 「10年前と知って驚く2008年の出来事ランキング」 - 1人だけ助かる レベルMAXビリビリマシーン!! | 青木詩織、北野瑠華、松村香織、斉藤真木子、福士奈央 | ゲスト：森澤透馬 VTR出演：高木三四郎                                             |
| 112 | 2019年 1月4日   | 2019年の干支「イノシシ」にちなんだゲーム企画『S学 いのししバトル』 - バトル①「イノシシのこと知っている? イノシシ常識クイズ」 - バトル②「猪突猛進 イノシシすごろくバトル」 - 「S学 いのししバトル」結果発表 - 豪華イノシシ料理を味わおう! | 大谷悠妃、都築里佳、相川暖花、井田玲音名、鎌田菜月 |                                                                                  |
| 113 | 2月1日          | みぃぽぽをドキドキさせちゃおう!バレンタイン企画 - かわいく食べて!チョコ顔選手権 - みぃぽぽの心理を掴め!女子力行動チェック対決 - みぃぽぽを感心させろ!モノマネ対決 - 楽しく会話できるかな?初めてのデート対決 - みぃぽぽへ 愛の告白タイム! - みぃぽぽ×さきぽんのご褒美スイーツデート - 選ばれなかった3人の罰ゲーム「チョコレート入りお寿司」敢行! | 岡田美紅、坂本真凛、白井琴望、竹内彩姫、中野愛理 |                                                                                  |
| 114 | 3月1日          | 「S学ひな祭りパーティー」略して「S学ひなパ」 - 知ってて当然!? ひな祭り常識クイズ - しっかりとって意味当てろ!「ことわざ競技カルタ」 - 「ひなパ」で盛り上げる料理作り「ひな祭りプリン」作りに挑戦! - はたごんvsいずりん 余興対決 - はたごんに罰ゲーム「ネバネバ牛乳カンテン」敢行! | 仲村和泉、野島樺乃、佐藤佳穂、白雪希明、髙畑結希 |                                                                                  |
| 115 | 4月5日          | 平成生まれの5人で団結!平成30年間+4ヶ月プレイバックバトル - 平成バトル①「どんなことあったかな?平成出来事クイズ」 - 平成バトル②「踊れ!踊れ!バブルダンスでパリピ選手権」 - 平成バトル③「進化系ティラミスの中身を当てろ!」 | 太田彩夏、日高優月、水野愛理、熊崎晴香、後藤楽々 |                                                                                  |
| 116 | 5月3日          | 「旅ロケ」して「ロケスキル」をアップさせよう! - ロケスキルアップ課題①『「食レポ」にチャレンジ』 - ロケスキルアップ課題②『アイドルらしく、ハートをときめかせる!』 - ロケスキルアップ課題③『「洞察力」「プレゼン力」を、この市場で発揮してもらう!』 | 大谷悠妃、松本慈子、白井琴望、菅原茉椰、西満里奈 | 顧問：ユリオカ超特Q                                                              |
| 117 | 6月1日          | 色々なカメラを使って写真を撮ってみよう! - 「写ルンです」で撮影チャレンジ! - 「写ルンです」で変顔を撮ろう! - 「チェキ」で撮影チャレンジ! - 「チェキ」をデコろう! - 9期生2人にスポットを当てるコーナー『9期ピックアップ企画「9期の9のQ!!」』 - 「デジタル一眼レフカメラ」で撮影チャレンジ! - 「スマホ」で撮影チャレンジ! - 「イ"ン"ズダ映え」チャレンジ! | 杉山愛佳、相川暖花、野々垣美希、荒野姫楓、中坂美祐 |                                                                                  |
| 118 | 7月5日          | 仲の良いメンバー5人でまったりトーク♪ - 2019年上半期を振り返りトーク♪ - 上半期に流行った「ワード」について語ろう♪ - 番組サイドが用意した問題に5人全員チャレンジ!『クイズ「真ん中」の数字を当てろ!』 - ワンパクさんの心をつかむのは誰だ!? | 青木詩織、荒井優希、大場美奈、北野瑠華、斉藤真木子 | 飛び入り出演：森澤透馬                                                           |
| 119 | 8月2日          | 令和初の夏を楽しもう!「S学夏女選手権」 - 令和初の夏を盛り上げる「キャッチコピーを考えよう!」 - 怪談「人形の部屋」の実話 - クイズこの後どうなったでしょうか? - いずりんの怖い話『ある朝の出来事』 - あみちゃんの怖い話『自分の部屋で…』 - はたごんの怖い話『車の後部座席に…』 - れおなの怖い話『あるホテルで…』 - みよまるの怖い話『お化け屋敷で…』 - 怖い女は誰だ!?「コワギャルになりきれ対決」 - あみちゃんに罰ゲーム「令和特製かき氷」敢行! | 仲村和泉、野村実代、井田玲音名、倉島杏実、髙畑結希 | ゲスト：志月かなで「怪談師」                                                     |
| 120 | 9月1日          | スタミナアップの58分!「S学スタミナバトルロイヤル」 - 第一種目『必死にあおいで!「うちわでピンポンホッケー」』 - 第二種目『ピリピリしながら「スーパーボールすくい」』 - 第三種目『気合を入れろ!「腕相撲対決」』 - 第四種目『クイズ何が入っているんでしょうか…』 - 「S学スタミナバトルロイヤル」結果発表 - きみちゃんに罰ゲーム「ゲンゴロウ喰い」敢行! - ご褒美の鰻丼を食べよう! | 佐藤佳穂、野々垣美希、福士奈央、赤堀君江、鈴木愛菜 |                                                                                  |
| 121 | 10月4日         | SKE48学園10周年記念2時間放送!ついでに次回分も撮っちゃうよ!計3時間スペシャル放送 前編 - 『クイズ①』「2009年」流行語・出来事 穴埋めクイズ - 『SKE48学園』10年の軌跡を振り返る PART①「9期生・ドラフト3期生」編 - 『演劇部①』Wるかがスガオに愛の告白! るかとるーちゃんがチャレンジ スタッフを感動させろ! - 『SKE48学園』10年の軌跡を振り返る PART②「8期生」編 - 『演劇部②』即エチュード劇『ゆき+かの feat.スガオ「禁じられた2人??」』 - 『SKE48学園』10年の軌跡を振り返る PART③「ドラフト2期生・7期生」編 - 『新聞部』かのちゃんの特技「料理」にちなんで『麻辣小龍蝦を作って食べよう!』 - 『SKE48学園』10年の軌跡を振り返る PART④「大組閣移籍メンバー・ドラフト1期生」編 - 『美術部』まーやんの特技「人を笑顔にさせること」と「変顔」にちなんで『人を笑顔にさせる変顔する「まーやん」を描いて笑わせよう!』 | 井上瑠夏、野島樺乃、荒井優希、北野瑠華、菅原茉椰 |                                                                                  |
| 122 | 11月1日         | SKE48学園10周年記念2時間放送!ついでに次回分も撮っちゃうよ!計3時間スペシャル放送 後編 - 『クイズ②』過去の「SKE48学園」の中からクイズ - 『クイズ③』S学 学力再テスト! - 『SKE48学園』10年の軌跡を振り返る PART⑤「6期生・ドラフト1期生」編 - 『クイズ④』5名の出演回数ランキング - 『SKE48学園』10年の軌跡を振り返る PART⑥「今回の出演者5名」編 - 『リアクション』リアクション芸を極めろ!絶叫バトル - 『SKE48学園』10年の軌跡を振り返る PART⑦「4期生・5期生」編 - 『クイズ⑤』10年で何名出たでしょうか… - 『SKE48学園』10年の軌跡を振り返る PART⑧「1期生・2期生・3期生」編 - 『結果発表』罰ゲーム回避!天国パーティー!! | 井上瑠夏、野島樺乃、荒井優希、北野瑠華、菅原茉椰 |                                                                                  |
| 123 | 12月1日         | 2019年最後の放送!!クリスマス気分を堪能しよう!! - クリスマス自撮り選手権 - 2019年を3人で振り返る - 2019年今だから言える?衝撃エピソード - 結果発表!! - ちかこにるーちゃん考案の罰ゲーム「センブリ茶一気飲み～!」敢行 | 上村亜柚香、松本慈子、佐藤佳穂 |                                                                                  |
| 124 | 2020年 1月3日   | 「笑顔満載のおめでたい30分」更に松本慈子のバースデー+成人祝いもしちゃいます! - 他人の2020年の目標を勝手に決めよう! - 「さとかほ」が考えた目標「ゆづき」と「くまちゃん」 - 「ちかこ」が考えた「らんらん」の目標 - 「あゆか」が考えた目標「ほのの」と「ゆうかたん」 - 「あゆか」が考えた「さとかほ」の目標 - 「ちかこ」が考えた「あゆか」の目標 - 「さとかほ」が考えた「ちかこ」の目標 - 収録日2019年11月19日に20歳になった「ちかこ」 - 「ちかこ」のバースデーをお祝いしよう♪ - 風船時限爆弾で盛り上がろう!! | 上村亜柚香、松本慈子、佐藤佳穂 |                                                                                  |
| 125 | 2月1日          | 恵方巻を作って食べて幸せになろう!! - 恵方巻バトル①「魚座は2月! 魚へん漢字書けるかなバトル!!」 - 恵方巻バトル②「ハッピーバレンタイン♪ 愛の告白対決!!」 - 恵方巻バトル③「青鬼をフルボッコにしろ! ピンポン豆まき対決」 - バトル結果発表! - 恵方巻を作ろう! - えごちゃんに「さとかほ×ちかこ×あゆか」考案の罰ゲーム「大量のワサビ入り恵方巻!」敢行 | 江籠裕奈、大芝りんか、片岡成美 |                                                                                  |
| 126 | 3月1日          | なるぴー卒業記念企画「笑いあり!笑いあり!時には涙?な30分」 - SKE48としての「なるぴー」の歴史を振り返り、スケッチブックに書き出していく - 焼肉を堪能しながら3人で語ろう! | 江籠裕奈、大芝りんか、片岡成美 |                                                                                  |
| 127 | 4月3日          | 「バラエティスキルアップ」企画 前編 - バラエティスキルアップ課題①「自分プレゼン!私を知って!!」 - バラエティスキルアップ課題②「カタカナーシで盛り上がろう!」 | 鈴木恋奈、平野百菜、藤本冬香 | 顧問：ユリオカ超特Q                                                              |
| 128 | 5月1日          | 「バラエティスキルアップ」企画 後編 - バラエティスキルアップ課題③「9期生の○○な話」 - バラエティスキルアップ課題④「クイズこの後9期生はどうなったでしょうか…」 - バラエティスキルアップ課題⑤「みがきレポチャレンジ」 - 結果発表 - ももたんとふゆっぴに「りんか×なるぴー×えごちゃん」考案の罰ゲーム「わさびで歯ミガキ」敢行 | 鈴木恋奈、平野百菜、藤本冬香 | 顧問：ユリオカ超特Q                                                              |
| 129 | 6月5日          | 総集編 - 大場美奈の罰ゲーム（2014年11月「第62回」放送） - 平田詩奈のゴムパッチンチャレンジ（2018年10月「第109回」放送） - 北野瑠華のバンジージャンプチャレンジ（2018年5月「第104回」放送） - 大谷悠妃 恐怖?のイチゴ試食（2019年5月「第116回」放送） - 青木詩織 学力テスト1位なのに…（2016年3月「第78回」放送） - 荒井優希 罰ゲーム（2017年6月「第93回」放送） - 松本慈子 白井琴望 手作りピザを作る!（2015年11月「第74回」放送） - 菅原茉椰 チョコ×納豆（2017年2月「第89回」放送） - 収録素材に心霊現象が!?（2014年8月「第59回」放送） - 日高優月 お化け屋敷で大パニック!?（2014年8月「第59回」放送） - 古畑奈和「会いたかった」（2015年8月「第71回」放送） - 江籠裕奈 北野瑠華 喫茶マウンテン（2014年5月「第56回」放送） - 末永桜花 水野愛理 北川愛乃 続・喫茶マウンテン（2017年7月「第94回」放送） - 北野瑠華 野島樺乃 片岡成美 イナゴ食べる（2016年4月「第79回」放送） - 日高優月 荒井優希 杉山愛佳 太田彩夏 イナゴ食べる（2016年6月「第81回」放送） - 福士奈央 カイコ×蛹（2016年7月「第82回」放送） - 江籠裕奈 カイコ×蛹・蟻の卵・タガメ（2018年2月「第101回」放送） - 太田彩夏 カイコ×蛹 食パンサンド（2018年10月「第109回」放送） - 平田詩奈 石黒友月×カイコの蛹（2018年10月「第109回」放送） - 仲良し4人が北野瑠華にバッタ食べさせる（2019年7月「第118回」放送） - 都築里佳 相川暖花×ニシキヘビ（2019年1月「第112回」放送） | |                                                                                  |
| 130 | 7月3日          | 体の距離は離れているけど心の距離は近いはず!「9期の絆チェック」 前編 - 絆確認企画①「全員の答えを合わせろ!絆クイズ」 - 絆確認企画②「うまく描いて伝えてね!お絵描き伝言リレー」 | 青海ひな乃、赤堀君江、荒野姫楓 |                                                                                  |
| 131 | 8月1日          | 体の距離は離れているけど心の距離は近いはず!「9期の絆チェック」 後編 - 絆確認企画③「3人の頭脳を終結させろ! 漢字穴埋めクイズ」 - 絆確認企画④「9期の9のQ」 - 絆確認企画⑤「こわーい話」 - ひめたんが危ない…? - ひめたんの除霊をしよう! - 絆確認企画 結果発表 - 「ここな×ふゆっぴ×ももたん」の罰ゲーム考案発表「唐辛子を食べる」 | 青海ひな乃、赤堀君江、荒野姫楓 | ゲスト：森澤透馬                                                                 |
| 132 | 9月4日          | 暑いし 室内ゲームで盛り上がろう! with ソシャディ 前編 - ソシャディゲ①「黒ひげ5体 手づかみタイムトライアル」 - ソシャディゲ②「私は女優よ! 演技力バトル」 | 青木詩織、荒井優希、福士奈央 | 演技力バトル判定員：ワンパク監督（森澤透馬）                                     |
| 133 | 10月3日         | 暑いし 室内ゲームで盛り上がろう! with ソシャディ 後編 - ソシャディゲ③「ダレジャエンジャで盛り上がろう!」 - ソシャディゲ④「地雷だらけ!? 神経衰弱バトル」 - 暑いし 室内ゲームで盛り上がろう! with ソシャディ 結果発表 - どんちゃんに「ひなぴよ×ひめたん×きみちゃん」考案の罰ゲーム「ケツバット」敢行 | 青木詩織、荒井優希、福士奈央 |                                                                                  |
| 134 | 11月1日         | 勝ったら天国!負けたら地獄?! ひとりだけのチーム対抗戦!2020 前編 - 対抗戦①「9期の9のQ 前半戦」 - 対抗戦②「くっつかないで!侍石バトル」 | 竹内ななみ、入内嶋涼、石川花音 |                                                                                  |
| 135 | 12月4日         | 勝ったら天国!負けたら地獄?! ひとりだけのチーム対抗戦!2020 後編 - 対抗戦③「メリークリスマス♪ カメラに向かってプロポーズバトル」 - 対抗戦④「9期の9のQ 後半戦」 - ひとりだけのチーム対抗戦!2020 結果発表 - なーやんに「おしりん×ゆきちゃん×どんちゃん」考案の罰ゲーム「1分間くすぐり×SKEの宣伝」敢行 | 竹内ななみ、入内嶋涼、石川花音 |                                                                                  |
| 136 | 2021年 1月1日   | うし王決定戦2021 - 対決①「もーもー♪ 牛のおにクイズ」 - 対決②「朝 目覚めたら 体重100キロ増えてた… +100キロ 再現バトル」 - うし王決定戦2021 結果発表 - ふゆっぴに「なーやん×さあや×きゃのんてぃ」考案の罰ゲーム「激辛シュークリーム」敢行 | 中坂美祐、藤本冬香、鈴木恋奈 | +100キロ 再現バトル判定員：ワンパク監督（森澤透馬）                              |
| 137 | 2月5日          | S学バレンタインパーティーで盛り上がろう♪ - 炊飯器でチョコケーキを作ろう! 前編 - 愛するあの人を想う…恋愛ぽえまー - いろんなシチュエーションで告白チャレンジ - 炊飯器でチョコケーキを作ろう! 後編 - S学バレンタインパーティー♪ | 中坂美祐、藤本冬香、鈴木恋奈 | 声の出演：ワンパクさん（森澤透馬）                                               |
| 138 | 3月5日          | 10期3名にユリQがバラエティスキルを伝授! 前編 - バラエティスキルアップバトル①「私を知って!自分プレゼン!!」 - バラエティスキルアップバトル②「自分を晒せ!オリジナルダンス選手権」前編 | 伊藤実希、杉山歩南、林美澪 | 顧問：ユリオカ超特Q                                                              |
| 139 | 4月2日          | 10期3名にユリQがバラエティスキルを伝授! 後編 - バラエティスキルアップバトル②「自分を晒せ!オリジナルダンス選手権」後編 - バラエティスキルアップバトル③「私は女優よ!演技力バトル」 - バラエティスキルアップバトル④「10期生〇〇の●●な話」 - みきちゃん・あなんちゃんに罰ゲーム「色々な激マズ茶を飲もう!」敢行 | 伊藤実希、杉山歩南、林美澪 | 顧問：ユリオカ超特Q                                                              |
| 140 | 5月2日          | もう おバカなんて言わせない! るーちゃん・はたごん『記憶力』タイマンバトル! 前編 - 記憶タイマン対決①「瞬間で覚えろ! 画面完コピバトル!!」 - 記憶タイマン対決②「光と音を記憶せよ! サイモンエアバトル」 | 井上瑠夏、杉山愛佳、髙畑結希 |                                                                                  |
| 141 | 6月4日          | もう おバカなんて言わせない! るーちゃん・はたごん『記憶力』タイマンバトル! 後編 - 記憶タイマン対決③「1度みれば分かるはず? オリジナルダンスリレーバトル」 - 記憶タイマン対決④「記憶をたどれ! 一般常識テストバトル!」 - はたごんに罰ゲーム①「みきちゃん×あなんちゃん×みーちゃん考案『辛子シュークリーム』敢行」 - はたごんに罰ゲーム②「なかちゃん×ふゆっぴ×ここな考案『ワサビ付きゴムパッチン』敢行」 | 井上瑠夏、杉山愛佳、髙畑結希 |                                                                                  |
| 142 | 7月2日          | 暑さを忘れちゃおう! 2年ぶりの…「S学 真夏の恐怖特集」 前半戦 - 怖い話をきこう! - わんぱくさんのYouTubeの動画をみよう! - ホラー/心霊動画は好き! - とある心霊映像調査の怖い話 - 怖い話をしよう! - 怖い話のテクニック①「ディティール」 - 怖い話のテクニック②「身ぶり」 - 怖い話のテクニック③「強調」 - 怖い話を話した経験 - 鎌田菜月の怖い話「山の主」 | 仲村和泉、鎌田菜月、佐藤佳穂 | 心霊YouTuber：ワンパクさん（森澤透馬）                                           |
| 143 | 8月1日          | 暑さを忘れちゃおう! 2年ぶりの…「S学 真夏の恐怖特集」 後半戦 - 佐藤佳穂の怖い話「MV撮影」 - 仲村和泉の怖い話「黒い物体」 - 劇場公演時の 霊体験 - ゆづきさんの方から聞こえた最後の声の正体は!? - ゆづきさんは憑依体質!? - ゆづきさんの呪いをさとかほがお祓いで解く! - さとかほのこの夏おすすめしたいホラー映画 BEST3! - おばけキャッチでもりあがろう! - いずりんに「あいあい×はたごん×るーちゃん」考案の罰ゲーム「デカいミカンを口にくわえて萌え台詞!」敢行 | 仲村和泉、鎌田菜月、佐藤佳穂 |                                                                                  |
| 144 | 9月3日          | S学カジノで盛り上ろう! with ソシャディ 前半戦 - 21を目指せ!SBJ21 - ブラックジャックをやってみよう - 引いたカードのメンバーを語れ! | 坂本真凛、竹内ななみ、松本慈子 |                                                                                  |
| 145 | 10月1日         | S学カジノで盛り上ろう! with ソシャディ 後半戦 - S学ポーカー! - 引いたカードのメンバーを語れ! - S学バカラ - S学カジノで盛り上ろう! with ソシャディ 結果発表!! - なーやんに「いずりん×なっきぃ×さとかほ」考案の罰ゲーム「ブーブークッションチャレンジ!」敢行 | 坂本真凛、竹内ななみ、松本慈子 |                                                                                  |
| 146 | 11月5日         | 1番 絵がうまいのは誰だ!?「S学 絵心対決!!」 - 絵心バトル①「名画に挑もう! インスピレーション絵画対決」 - 名画タイトル①「星月夜」 - 名画タイトル②「接吻」 - 名画タイトル③「我が子を食らうサトゥルヌス」 - 絵心バトル②「3人でぽんこつペイント対決」 - 絵心バトル③「何人描けるかな? SKE48メンバー似顔絵対決」 - 結果発表 - なっきぃに「まりん×なーやん×ちかこ」考案の罰ゲーム「エンドレスビリビリペン」敢行 | 北川愛乃、鎌田菜月、伊藤実希 |                                                                                  |
| 147 | 12月3日         | まったりと2021年を振り返る! - 2021年中にやっておきたいこと - 2021年を振り返ろう! - 今だから言える? 衝撃エピソード2021 | 北川愛乃、鎌田菜月、伊藤実希 |                                                                                  |
| 148 | 2022年 1月2日   | お正月 ついでに バレンタイン企画で盛り上がろう!「1人だけのチーム対抗戦2022」前半戦 - 2022年どんな年にしたい? - 1人だけのチーム対抗戦①「ガオー♪ タイガークイズ」 - 1人だけのチーム対抗戦②「SKE48競技カルタで盛り上がろう!」前半戦 | 井上瑠夏、中野愛理、佐藤佳穂 |                                                                                  |
| 149 | 2月4日          | お正月 ついでに バレンタイン企画で盛り上がろう!「1人だけのチーム対抗戦2022」後半戦 - 1人だけのチーム対抗戦②「SKE48競技カルタで盛り上がろう!」後半戦 - 1人だけのチーム対抗戦③「ハッピーバレンタイン♪ カメラに向かってプロポーズバトル」 - るーちゃんに「なっきぃ×よこにゃん×みきちゃん」考案の罰ゲーム「番宣動画や告知写真で何も触れず、2面マスクで出演する!」敢行 | 井上瑠夏、中野愛理、佐藤佳穂 |                                                                                  |
| 150 | 3月4日          | 昇格したての3名にユリQがバラエティスキルを伝授! 前編 - 「ユリオカ超特Q」どんな人 - バラエティスキルアップバトル①「私を知って!! 自分プレゼン」 - バラエティスキルアップバトル②「チーム愛を爆発させろ! SKE48クイズ」前半戦 | 石塚美月、青木莉樺、澤田奏音 | 顧問：ユリオカ超特Q                                                              |
| 151 | 4月1日          | 昇格したての3名にユリQがバラエティスキルを伝授! 後編 - バラエティスキルアップバトル②「チーム愛を爆発させろ! SKE48クイズ」後半戦 - バラエティスキルアップバトル③「目指せセンター! 洞察力バトル」 - バラエティスキルアップバトル④「昇格して気づいた○○の●●な話」 - 結果発表 - りあんに「さとかほ×るーちゃん×らぶりん」考案の罰ゲーム「馬のマスクをかぶり、馬になりきって番宣参加!」敢行 | 石塚美月、青木莉樺、澤田奏音 | 顧問：ユリオカ超特Q                                                              |
| 152 | 5月1日          | 5月6月生まれの私たちが盛り上げます!「ジメジメ気分を晴らしたろう選手権」前半戦 - バトル①「ハイテンションで必殺技をくりだそう!」 - バトル②「メンバー争奪? 全力神経衰弱」前半戦 | 入内嶋涼、北野瑠華、斉藤真木子 |                                                                                  |
| 153 | 6月3日          | 5月6月生まれの私たちが盛り上げます!「ジメジメ気分を晴らしたろう選手権」後半戦 - バトル②「メンバー争奪? 全力神経衰弱」後半戦+「メンバー争奪? 全力神経衰弱 PART2」 - バトル③「最後まで残すな! 真木子抜き」 - 結果発表 - るかてぃんに「みぃちゃん×りあん×さんちゃん」考案の罰ゲーム「顔面ストッキング+ビリビリペン」敢行 | 入内嶋涼、北野瑠華、斉藤真木子 |                                                                                  |
| 154 | 7月1日          | S学トレンド女王決定戦!2022 - 2022年上半期どうだった? - バトル①「2022上半期ランキンベストテン」 - バトル②「教えて!上半期ランキン単語 解説バトル」 - バトル③「私とSKE48 2022 エピソードバトル」 | 上村亜柚香、太田彩夏、福士奈央 |                                                                                  |
| 155 | 8月5日          | 毎年恒例企画! S学真夏の恐怖特集 - 怪談師 富田安洋さんの怖い話を聞こう - 一番リアクションが良かったのは? - 名古屋市内の事故物件 - 怖い話をしよう! - 怖い話のテクニック - 上村亜柚香の怖い話「おばあちゃん家」 - 太田彩夏の怖い話「ポポちゃん」 - 福士奈央の怖い話「体調不良が続く部屋」 - 3人の対決結果を発表! - あやめろに「まきこ×るかてぃん×さぁや」考案の罰ゲーム「顔面ストッキング+ビリビリペン」敢行 | 上村亜柚香、太田彩夏、福士奈央 | ゲスト：富田安洋（怪談師）                                                       |
| 156 | 9月2日          | 第3回! S学 ひとりだけのチーム対抗戦 前半戦 - 対抗戦①「戦略立ててね! SKE48ガイスター」 - 対抗戦②「直感で当てろ! 誰だコイツは? メンバー選択クイズ」前半戦 | 青海ひな乃、青木詩織、鈴木恋奈 |                                                                                  |
| 157 | 10月2日         | 第3回! S学 ひとりだけのチーム対抗戦 後半戦 - 対抗戦②「直感で当てろ! 誰だコイツは? メンバー選択クイズ」後半戦 - ひとりだけのチーム対抗戦 息抜きタイム - 対抗戦③「ダレジャエンジャで盛り上ろう」 - 結果発表 - おしりんに「あゆか×あやめろ×どんちゃん」考案の罰ゲーム「そうめん+クエン酸+酢」敢行 | 青海ひな乃、青木詩織、鈴木恋奈 |                                                                                  |
| 158 | 11月4日         | シュートを決めろ! S学カップ2022 前半戦 - SKE48学園 どんな番組!? - 対決①「シュートを決めろ!サッカークイズ」 - 対決②「SKE48私のベストイレブン!」前半戦 | 大谷悠妃、中坂美祐、田辺美月 |                                                                                  |
| 159 | 12月2日         | シュートを決めろ! S学カップ2022 後半戦 - 対決②「SKE48私のベストイレブン!」後半戦 - ブレイクタイム「2022年をふり返ろう! 私とSKE48」 - 対決③「未来のサッカー? エアサッカーバトル」 - 結果発表 - ゆうゆに「ひなぴよ×おしりん×ここな」考案の罰ゲーム「全力萌え台詞」敢行 | 大谷悠妃、中坂美祐、田辺美月 |                                                                                  |
| 160 | 2023年 1月1日   | お正月 ついでに バレンタイン企画で盛り上がろう!「2023 S学 一番星決定戦!」前半戦 - 2023年の抱負・目標とあわせて自己紹介 - 3人の前回の出演は!? - メンバー福笑い 一番かわいいのは誰ですか?対決 - なにげに過酷かも!? S学すごろく2023 | 坂本真凛、浅井裕華、末永桜花 |                                                                                  |
| 161 | 2月3日          | お正月 ついでに バレンタイン企画で盛り上がろう!「2023 S学 一番星決定戦!」後半戦 - S学競技カルタで盛り上がろう!2023 - バレンタイン 誰かにチョコ渡す!? - Z世代の恋愛意識調査 - アイドル力をみせつけろ!『愛の告白』対決 - 愛の告白対決①「放課後の教室 気になる人と2人きり」 - 愛の告白対決②「うさぎになってもアナタのことが好き」 - 「2023 S学 一番星決定戦!」結果発表 - おーちゃんに「ゆうゆ×みっちゃん×なかちゃん」考案の罰ゲーム「さびしい…独り節分!」敢行 | 坂本真凛、浅井裕華、末永桜花 |                                                                                  |
| 162 | 3月3日          | 11期研究生3人にユリQがバラエティスキルを伝授! 前編 - バラエティスキルアップバトル①「きっちり伝えて! 自分プレゼン!」 - バラエティスキルアップバトル②「該当するのは誰? 11期選択バトル!」 | 大村杏、篠原京香、原優寧 | 顧問：ユリオカ超特Q                                                              |
| 163 | 4月2日          | 11期研究生3人にユリQがバラエティスキルを伝授! 後編 - バラエティスキルアップバトル③「一刀両断! お悩み解決バトル!」 - バラエティスキルアップバトル④「はしゃいで落とせ! ストーーーンバトル」 - バラエティスキルアップバトル 結果発表 - ゆうね・あずあずに「ゆうかたん×おーちゃん×まりん」考案の罰ゲーム「新学期 気になるあの子がキュンとする萌え台詞!」敢行 | 大村杏、篠原京香、原優寧 | 顧問：ユリオカ超特Q                                                              |
| 164 | 5月5日          | いろんなキューで盛り上がろう!「9期3人ワイワイ女子会」前編 - 最初の「キュー」＝九「九九ジャン」 - 2つ目の「キュー」＝急「シリト:リミット10」 - 3つ目の「キュー」＝給「食べて飲んで楽しく女子会」 | 中坂美祐、川嶋美晴、藤本冬香 |                                                                                  |
| 165 | 6月2日          | いろんなキューで盛り上がろう!「9期3人ワイワイ女子会」後編 - ワイワイクッキング「ネギトロ丼・デコチーズケーキ・メレンゲラーメン『9期ワイワイ女子会』」 - 休(ブレイクタイム)「9期 出会って4年半… 当時のこと覚えてる?」 - 4つ目の「キュー」＝Q「該当するのは誰? 9期選択クイズバトル」 - 9期選択クイズバトル 結果発表 - なかちゃん・ふゆっぴに「きょっぴー×ゆうね×あずあず」考案の罰ゲーム「ビリビリペン」敢行 | 中坂美祐、川嶋美晴、藤本冬香 |                                                                                  |
| 166 | 7月2日          | 2023年 上半期を振り返ろう! + 夏を満喫しよう! 対決 - バトル①「2023年も半分終り!? 上半期 流行語クイズ」 - バトル②「夏といえばー!? スイカ割りタイムトライアル」 - 毎年恒例企画! S学真夏の恐怖特集 | 鬼頭未来、伊藤実希、太田彩夏 | 心霊ディレクター：ワンパクさん（森澤透馬） ゲスト：ウエダコウジ（怪奇少年団）    |
| 167 | 8月4日          | 毎年恒例企画! S学真夏の恐怖特集 - ウエダコウジさんの怖い話を聞こう - 怖い話を披露 - 伊藤実希の怖い話「301の部屋」 - 鬼頭未来の怖い話「アパートの霊障」 - 太田彩夏の怖い話「赤い目」 - 3人の対決結果を発表! - あやめろに「なかちゃん×ふゆっぴ×みはるん」考案の罰ゲーム「おいしい虫を食べよう!」敢行 | 鬼頭未来、伊藤実希、太田彩夏 | ゲスト：ウエダコウジ（怪奇少年団）                                               |
| 168 | 9月1日          | 祝・放送開始14周年! パーティーで盛り上がろう! 前編 - 2009年何してた? - 2009年 SKE48の存在は知ってた? - 食べたいもの・飲みたいものをオーダー! - ご馳走がくるまで楽しいゲームをしよう! - ゲーム①「NGワードありの即興劇!『千両アクター』」 - ゲーム②「該当するのは誰? チームS選択バトル」 | 大谷悠妃、上村亜柚香、仲村和泉 |                                                                                  |
| 169 | 10月1日         | 祝・放送開始14周年! パーティーで盛り上がろう! 後編 - S学で一番記憶に残っているエピソードは? - チームS 全員仲が良い! - 7D2はケンカをよくしていた? - SKE48は今年で結成15周年 - 過酷だった12周年アニバーサリー(2020) - 2023年中にやりたいこと - チームSで車を運転できる人 - チームSで遊園地に行きたい! - 楽しいゲームをしよう! - ゲーム③「かわいく食べてね! 食リポドローン対決!」 - S学14周年ワイワイパーティー 結果発表 - あゆかに「みくるん×あやめろ×みきちゃん」考案の罰ゲーム「とっておきの面白いモノボケ」敢行 - 今後 番組でやってみたいこと | 大谷悠妃、上村亜柚香、仲村和泉 |                                                                                  |
| 170 | 11月3日         | 「S学 えごちゃん卒業記念パーティー」と題し えごちゃんの軌跡を振り返る! 前編 - えごちゃんのこと どれだけ知っている?「クイズ江籠裕奈!!」前半戦 | 江籠裕奈、斉藤真木子 |                                                                                  |
| 171 | 12月1日         | 「S学 えごちゃん卒業記念パーティー」と題し えごちゃんの軌跡を振り返る! 後編 - えごちゃんのこと どれだけ知っている?「クイズ江籠裕奈!!」後半戦 - えごちゃん大好き! チョコレートパーティー♪ - 利きチョコチャレンジ♪ - 2023年 どんな年だった? - 4月12日「江籠裕奈生誕祭」 - 卒業を伝えたのはベッドの上で… - 卒業発表する前は辛かった… - 初対面の場面 覚えている? - 先輩としての自覚が芽生えたのは? - 20歳過ぎれば年齢差は関係ない!? - えごちゃんは真木子さんの直属の後輩!? - 期生最後の現役メンバー - 辞めたいと思ったとき… | 江籠裕奈、斉藤真木子 |                                                                                  |
| 172 | 2024年 1月5日   | お正月とバレンタインで盛り上っちゃおう! ついでに学力テストもやっちゃうよバトル 前編 - S学競技カルタで盛り上がろう!2024 - S学競技カルタ みきvsるか - S学競技カルタ おしりんvsみき - S学競技カルタ るかvsおしりん - なにげに過酷かも!? S学すごろく2024 前半戦 | 青木詩織、伊藤実希、北野瑠華 |                                                                                  |
| 173 | 2月2日          | お正月とバレンタインで盛り上っちゃおう! ついでに学力テストもやっちゃうよバトル 後編 - なにげに過酷かも!? S学すごろく2024 後半戦 - 恋愛偏差値が高いのはだぁれだぁれ!? - おしりんのこれまでの人生のモテエピソード - るかさんのこれまでの人生のモテエピソード - みきちゃんのこれまでの人生のモテエピソード - 愛の告白「アイドル 禁断の恋…」 - カードの言葉を選んでプロポーズ! - 受験シーズン到来♪ S学 学力テスト!? - 結果発表 - るかさんに「センブリ茶→ビリビリ→変顔」罰ゲーム敢行 | 青木詩織、伊藤実希、北野瑠華 |                                                                                  |
| 174 | 3月1日          | どんちゃん卒業おめでとう! S学も14年半おつかれSP - S学+どんちゃんの軌跡をクイズ形式で振り返る! - ①おしりん・どんちゃん・るかを番組初登場順に並び変える - ②どんちゃんが元気を出すためにしていた行動とは? - ③ワンパクさんの名前の由来は? - ④どんちゃんの顔画像にゆきちゃんが名付けた名前は? - ⑤どんちゃんが泣いた理由は? | 青木詩織、北野瑠華、福士奈央 | VTR出演：ユリオカ超特Q ワンパクさん（森澤透馬）                                  |